# فلای وکس
فلای وکس (به انگلیسی: Fly Wex) یک شرکت هواپیمایی با کد یاتا 6P است که در تاریخ ۲۰۰۱ میلادی تأسیس شده است. دفتر مرکزی فلای وکس در برشا، ایتالیا واقع شده‌است و قطب این شرکت هواپیمایی در فرودگاه برشا قرار دارد.